# Atagün Yalçınkaya
Atagün Yalçinkaya (ur. 14 grudnia 1986) – turecki bokser, srebrny medalista Letnich Igrzysk Olimpijskich 2004 w Atenach oraz złoty medalista Igrzysk Śródziemnomorskich 2005 w Almerii.
Yalçinkaya jest drugim w historii Turcji srebrnym medalistą igrzysk olimpijskich w boksie. Malik Beyleroğlu jako pierwszy zdobył srebro podczas Letnich Igrzysk Olimpijskich 1996 w Atlancie.

## Kariera
Pierwsze sukcesy na bokserskim ringu odnosił na zawodach juniorskich. W 2003 roku zdobył złoty medal mistrzostw Europy kadetów w kategorii do 48 kg. W tym samym roku zwyciężył też na uczniowskich mistrzostwach Europy, zdobywając złoty medal w tej samej kategorii wagowej.
W lutym 2004 roku reprezentował swój kraj na mistrzostwach Europy w Puli. Rywalem Turka w 1/16 finału był juniorski mistrz Europy z Warszawy, Pál Bedák. Yalçinkaya przegrał ten pojedynek wysoko na punkty (11:27), odpadając z dalszej rywalizacji. 2 maja 2004 uzyskał kwalifikacje olimpijskie w kategorii do 48 kg, zajmując drugie miejsce w turnieju kwalifikacyjnym, który odbywał się w Baku. Yalçinkaya przegrał finałowy pojedynek przez poddanie w drugiej rundzie. Na igrzyskach zdobył srebrny medal, przegrywając dopiero w finale z byłym mistrzem świata Yanem Bartelemim.
W 2005 roku zdobył złoty medal na igrzyskach śródziemnomorskich. W finale pokonał reprezentanta Tunezji Walida Cherifa. W tym samym roku był uczestnikiem mistrzostw świata w Mianyang. Po wyeliminowaniu w 1/16 finału Polaka Andrzeja Rżanego, Yalçinkaya przegrał z reprezentantem Rosji Gieorgijem Bałakszynem, odpadając z dalszej rywalizacji.
11 marca 2008 roku zadebiutował na ringu zawodowym, wygrywając przez techniczny nokaut w trzeciej rundzie. Jako zawodowiec stoczył tylko cztery zawodowe pojedynki, wygrywając wszystkie przed czasem.

## Walki olimpijskie 2004 - Ateny
| Etap        | Przeciwnik       | Wynik             |
| ----------- | ---------------- | ----------------- |
| 1/16        | Jolly Kotongole  | Wygrana (22:7)    |
| 1/8         | Jeyhun Abiyev    | Wygrana (23:20)   |
| ćwierćfinał | Alfonso Pinto    | Wygrana (33:24)   |
| półfinał    | Siergiej Kazakow | Wygrana (26:20)   |
| finał       | Yan Barthelemí   | Przegrana (16:21) |